# María Isabel de Hesse-Darmstadt
María Isabel de Hesse-Darmstadt (en alemán, Marie Elisabeth von Hessen-Darmstadt; Darmstadt, 11 de marzo de 1656-Römhild, 16 de agosto de 1715) fue, por matrimonio, duquesa de Sajonia Römhild.

## Biografía
María Isabel era hija del landgrave Luis VI de Hesse-Darmstadt (1630-1678) de su matrimonio con María Isabel de Holstein-Gottorp (1634-1665), hija del duque Federico III de Holstein-Gottorp.
El 1 de marzo de 1676 en Darmstadt, se casó con Enrique de Sajonia-Römhild, que al momento del matrimonio gobernaba Sajonia-Gotha junto con sus seis hermanos. En 1680, se repartieron el país y Enrique se convirtió en el duque de Sajonia-Römhild. Había residido allí desde 1676, en el castillo de Glucksburgo, en Römhild. Después de la muerte de Enrique, una disputa estalló entre sus hermanos restantes sobre la herencia de Sajonia-Römhild. Esta disputa se resolvió definitivamente en 1765.
Enrique quería mucho a su esposa. Siempre la llamaba "Marielies", y tenía varios lujosos edificios construidos en su honor, como una casa cueva llamada "Delicia María Isabel". No tenían hijos. Enrique murió en 1710, dejando una enorme deuda. María Isabel sobrevivió a su esposo por cinco años.